# Robert Levin (musicólogo)

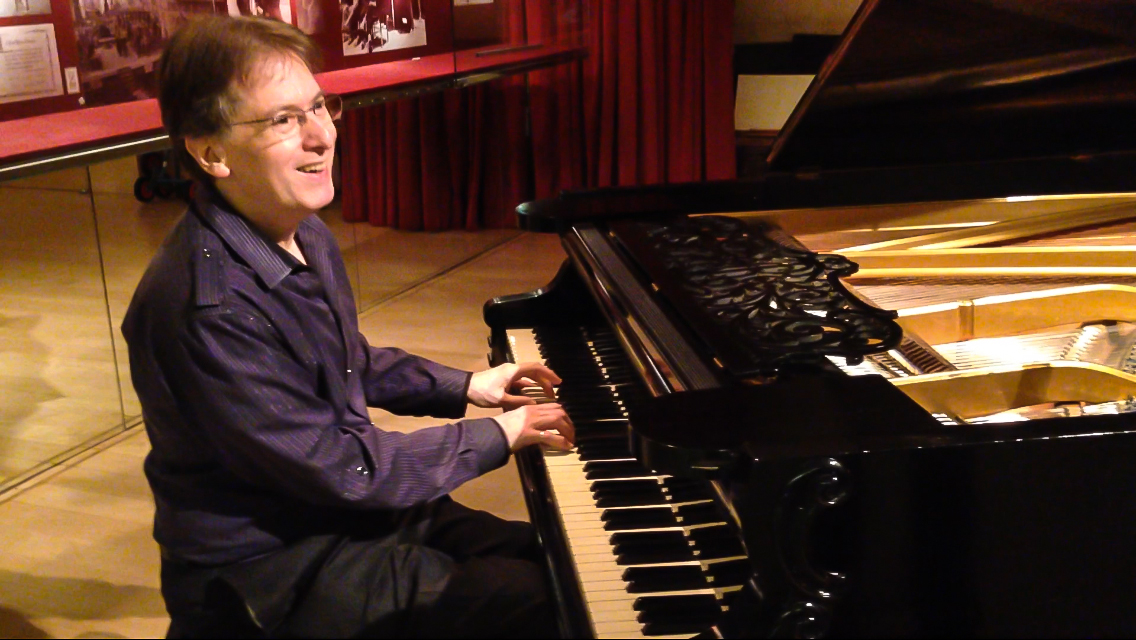
Robert David Levin

Robert David Levin (nascido em 13 de Outubro de 1947) é um pianista clássico, musicólogo e compositor americano. Estudou em Harvard, onde obteve o seu bacharelato em artes, no ano de 1968, com a distinção magna cum laude, e onde apresentou a tese intitulada The Unfinished Works of Wolfgang Amadeus Mozart.
A carreira académica de Levin inclui o ensino e a prática de instrumentos de tecla e regência, com ênfase no período clássico, para além de história e teoria musical. Levin concluiu e reconstruiu várias obras compostas no século XVIII, principalmente de Mozart e Johann Sebastian Bach, algumas delas inacabadas.

## Gravações
- Robert Levin, Trevor Pinnock, Robert Hill, Peter Watchorn, Edward Aldwell, Evgeni Koroliov. Johann Sebastian Bach. Keyboard Works. Cravo e órgão. Hanssler Classic
- Robert Levin,  the Academy of Ancient Music, Christopher Hogwood. Wolfgang Amadeus Mozart. Piano Concertos K271 & K414. Fortepian Anton Walter (Paul McNulty) L'Oiseau-Lyre
- Robert Levin, John Eliot Gardiner. Ludwig van Beethoven. Piano Concertos. Walter (Paul McNulty). Archiv Production
- Robert Levin, Kim Kashkashian, Robyn Schulkowsky. Paul Chihara, Linda Bouchard, Dmitri Shostakovich. ECM Records
- Robert Levin. Franz Schubert. Piano Sonatas. Fortepian Johann Fritz da década de 1825. Sony Classical